# NGC 6509
NGC 6509 ist eine Balken-Spiralgalaxie vom Hubble-Typ SBcd im Sternbild Schlangenträger nördlich des Himmelsäquators. Sie ist schätzungsweise 87 Millionen Lichtjahre von der Milchstraße entfernt und hat einen Durchmesser von etwa 40.000 Lichtjahren. Gemeinsam mit PGC 61214 und PGC 61300 bildet sie die kleine Galaxiengruppe LGG 416.
Das Objekt wurde am 20. Juli 1879 von Édouard Stephan entdeckt.